# Collège Charles-Lemoyne
Pour les articles homonymes, voir CCL.
Vous pouvez aider à l'améliorer ou bien discuter des problèmes sur sa page de discussion.
- Il ne cite pas suffisamment ses sources. Vous pouvez indiquer les passages à sourcer avec {{référence nécessaire}} ou {{Référence souhaitée}}, et inclure les références utiles en les liant aux notes de bas de page. (Marqué depuis septembre 2014)
- Son contenu est rédigé entièrement ou presque à partir d'une seule source. N'hésitez pas à modifier cet article pour améliorer sa vérifiabilité en apportant de nouvelles références dans des notes de bas de page. (Marqué depuis août 2022)
- Il ne s’appuie pas, ou pas assez, sur des sources secondaires ou tertiaires. (Marqué depuis août 2022)
- Son ton est trop promotionnel ou publicitaire, voire hagiographique. Le texte doit adopter un ton neutre et encyclopédique. (Marqué depuis décembre 2021)

- Archive Wikiwix
- Bing
- Cairn
- DuckDuckGo
- E. Universalis
- Gallica
- Google
- G. Books
- G. News
- G. Scholar
- Persée
- Qwant
- (zh) Baidu
- (ru) Yandex
- (wd) trouver des œuvres sur Wikidata

Le Collège Charles-Lemoyne (CCL) est un établissement privé situé sur la Rive-Sud de Montréal offrant les niveaux préscolaire, primaire et secondaire. Il compte deux campus de niveau secondaire et, depuis 2015, une école primaire et préscolaire.
- Le campus Longueuil–Saint-Lambert
- Le campus Ville de Sainte-Catherine
- L’Académie internationale Charles-Lemoyne
- L'Académie internationale Charles-Lemoyne .

Le Collège est membre de la Fédération des établissements d'enseignement privés du Québec.

## Historique
Le Collège Charles-Lemoyne est un organisme laïque à but non lucratif. Il a été fondé en 1975, par un groupe d’éducateurs et de parents de la Rive-Sud de Montréal.
L’école a été nommée Collège Charles-Lemoyne en l’honneur de Charles Le Moyne, un laïc engagé par les Jésuites comme domestique. Comme il voyage beaucoup en Huronie, le jeune homme se familiarise avec les différents dialectes des peuples amérindiens. Son talent pour les langues fait de lui un interprète émérite qui sera reconnu par les gouverneurs de Courcelles, de la Barre et Frontenac[réf. nécessaire].

## Environnement
Depuis la rentrée 2015, le campus Longueuil–Saint-Lambert s’est agrandi pour accueillir l’Académie internationale Charles-Lemoyne (école primaire privée). La maternelle 4 ans a été ajoutée au campus Longueuil – Saint-Lambert à la rentrée 2021. Depuis septembre 2016, le Collège accueille également des élèves de 5e et 6e année avec un volet sportif sur son campus Ville de Sainte-Catherine.

### Installations sportives
Le Collège Charles-Lemoyne possède plusieurs plateaux sportifs et gymnases répartis dans les deux campus.

## Programmes et profils au secondaire
Le Collège Charles-Lemoyne offre plusieurs programmes :
- Programme d’éducation plus (PE+) pour les élèves de niveaux régulier et enrichi. C’est le programme de base du ministère bonifié par le profil choisi : science, sport ou art et bonifier par 25 % plus d’anglais selon leur classement : régulier ou enrichi.
- Programme d’éducation internationale (PEI)[1], pour les élèves de niveaux réguliers et enrichis. Les élèves suivent le programme offert par le Baccalauréat international (IB) enrichi par des options du Collège. Ils doivent être de profil enrichi dans leurs matières de base (selon les bulletins de 4e et 5e années du primaire). Ils apprennent une troisième langue, l’espagnol, dès la 1re année du secondaire.
- Programme d’éducation avec appui pédagogique (PEA) au campus Longueuil – Saint-Lambert, pour les élèves de niveaux réguliers nécessitant un soutien supplémentaire dans leur transition vers le secondaire.
- Programme d'éducation sportive, offert au campus Ville de Sainte-Catherine, vise à soutenir des élèves dans la pratique de leur sport et dans la réussite de leurs études au secondaire.

## Primaire et le préscolaire
L’Académie internationale Charles-Lemoyne est ouverte depuis septembre 2015. Elle est la seule école primaire internationale privée en Montérégie[réf. souhaitée].
A partir de 4 ans, l’école offre à tous les élèves l’enseignement bilingue, l’enseignement international, un service de garde complet et une période facultative d’étude en fin de journée[réf. souhaitée].